# Carex interrupta
Espèce
Classification phylogénétique
Carex interrupta est une espèce de plantes du genre Carex et de la famille des Cyperaceae.